# اتریش
اُتریش (آلمانی: Österreich) با نام رسمی جمهوری اتریش (به آلمانی: Republik Österreich) کشوری محصور در خشکی واقع در رشته کوه‌های آلپ شرقی است. این کشور از ۹ ایالت فدرال تشکیل شده است که یکی از آن‌ها وین، پایتخت و بزرگ‌ترین شهر اتریش است. اتریش از شمال غربی با آلمان، از شمال با جمهوری چک، از شمال شرقی با اسلواکی، از شرق با مجارستان، از جنوب با اسلوونی و ایتالیا و از غرب با سوئیس و لیختن‌اشتاین همسایه است. اتریش ۸۳۸۷۹ کیلومتر مربع مساحت و نزدیک به ۹ میلیون نفر جمعیت دارد. در حالی که آلمانی اتریشی زبان رسمی این کشور است، بسیاری از اتریشی‌ها به‌طور غیررسمی به گویش‌های مختلف بایرنی صحبت می‌کنند.
اتریش در ابتدا در حدود سال ۹۷۶ به عنوان یک پادشاهی ظهور کرد و به دوک نشین تبدیل شد. در قرن شانزدهم، اتریش به عنوان قلب پادشاهی هابسبورگ و شاخه کوچک خاندان هابسبورگ، یکی از تأثیرگذارترین سلسله‌های سلطنتی در تاریخ، آغاز به کار کرد که یکی از اجزای اصلی و مرکز اداری امپراتوری مقدس روم بود. در اوایل قرن نوزدهم، اتریش امپراتوری خود را تأسیس کرد که به قدرتی بزرگ و نیروی پیشرو کنفدراسیون آلمان تبدیل شد، اما پس از شکست در جنگ اتریش و پروس در سال ۱۸۶۶، مسیر خود را مستقل از سایر ایالات آلمان دنبال کرد. در سال ۱۸۶۷، در مصالحه با پادشاهی مجارستان، سلطنت دوگانه اتریش-مجارستان تأسیس شد. اتریش در جنگ جهانی اول در زمان امپراتور فرانتس جوزف به دنبال ترور آرشیدوک فردیناند، جانشین احتمالی پادشاهی اتریش-مجارستان درگیر شد. پس از شکست و انحلال سلطنت، جمهوری آلمان-اتریش به قصد اتحاد با آلمان اعلام شد، اما متفقین از دولت جدید حمایت نکردند و این کشور به رسمیت شناخته نشد. در سال ۱۹۱۹، جمهوری نخست اتریش جانشین قانونی دولت اتریش شد. در سال ۱۹۳۸، آدولف هیتلر، رهبر اتریشی‌تبار آلمان، اتریش را به آلمان الحاق کرد. پس از شکست آلمان نازی در سال ۱۹۴۵ و یک دوره طولانی اشغال متفقین، اتریش به عنوان یک کشور دموکراتیک مستقل و خودمختار به نام جمهوری دوم دوباره تأسیس شد.
اتریش یک دموکراسی پارلمانی است که رئیس‌جمهور به عنوان رئیس کشور و صدراعظم به عنوان رئیس دولت فدرال انتخاب می‌شود. مناطق شهری عمده اتریش عبارتند از وین، گراتس، لینتس، زالتسبورگ و اینسبروک. اتریش همواره از نظر تولید ناخالص داخلی در بین ۲۰ کشور ثروتمند جهان قرار دارد. این کشور به استاندارد زندگی بالایی دست یافته است و در سال ۲۰۱۸ از نظر شاخص توسعه انسانی در رتبه بیستم جهان قرار گرفت. وین به‌طور مداوم از نظر شاخص‌های کیفیت زندگی در رتبه‌های برتر بین‌المللی قرار دارد. بر مبنای آخرین داده‌های دقیق جغرافیایی درازای کشور اتریش ۵۷۲ کیلومتر بوده است.
جمهوری دوم در سال ۱۹۵۵ بی‌طرفی همیشگی خود را در سیاست خارجی اعلام کرد. اتریش از سال ۱۹۵۵ به عضویت سازمان ملل متحد درآمد و در سال ۱۹۹۵ به اتحادیه اروپا پیوست. این کشور میزبان سازمان امنیت و همکاری اروپا و اوپک است و یکی از اعضای مؤسس سازمان توسعه و همکاری اقتصادی و پلیس بین‌الملل است. اتریش همچنین توافق‌نامه شنگن را در سال ۱۹۹۵ امضا کرد و واحد پول یورو را در سال ۱۹۹۹ پذیرفت.

## نام
اتریش (به آلمانی: Österreich) نام این کشور است. نام آلمانی آن یعنی اۊستِررایش برگرفته از دو واژه اۊستر (شرق) و رایش (قلمرو و پادشاهی) است که در مجموع این نام به معنی پادشاهی شرقی است.
پیشتر در سرزمین‌های اسلامی، از جمله ایران، نام این کشور را نَمْسا (و در ایران گاه نَمْسه) می‌گفتند. در اسنادی به زبان فارسی، واژهٔ نَمسا یا نَمسه به کشور اتریش اشاره دارد؛ حتی زبان آلمانی را نیز زبان نَمْسَوی یا نَمْساوی می‌خواندند، چراکه در آن دوره که هنوز کشور آلمان یکپارچه به وجود نیامده بود، امپراتوری‌های نمسا و پروس (و به‌ویژه نمسا) پرقدرت‌ترین و نام‌آورترین کشورهای آلمانی‌زبان، و درنتیجه، نماد این مردمان بودند. اصل واژهٔ نمسا روسی (و به‌بیان دقیق‌تر اسلاوی) است و به‌معنای گنگ. روس‌ها خارجی‌ها را با این نام می‌خواندند و به‌تدریج تنها در مورد مردم آلمانی‌زبان و بالاخره در اشاره به مردم مهم‌ترین کشور آلمانی‌زبان آن دوران (اتریش) به‌کار رفت. اکنون هم در زبان‌های اسلاوی (برای نمونه: به روسی неме́цкий، بلغاری немски، چکی němčina، لهستانی niemiecki، اسلواکی nemčina، اسلونیایی nemščina، اوکراینی німецька) و حتی زبان‌های غیراسلاوی اروپای‌شرقی (مانند مجاری német، رومانیایی nemţeşte)، این واژه یا شبیه آن به‌کار می‌رود. واژهٔ نمسا در زبان‌های عربی و ترکی و فارسی هم برگرفته از نام روسی آن است. هنوز هم در زبان عربی به‌جای اتریش یا همانندهای آن، از واژهٔ نَمسا استفاده می‌شود.

## تاریخ
پیش از سده‌های میانه، رومیان، اتریش کنونی را نوریکوم می‌نامیدند. نام اتریش از دوره شارلمانی باقی‌ماند. اتریش تا سالیان درازی هویت سیاسی مستقلی نداشت و در سده‌های میانه بخشی از امپراتوری مقدس روم به‌شمار می‌آمد. 

پرچم کشور اتریش-مجارستان متشکل از دوکشور به یکدیگر

در پایان سده سیزدهم میلادی رودلف هابسبورگ بر اتریش کنونی چیره شد و دودمان هابسبورگ از آن پس تا سده بیستم میلادی بر آن فرمان راندند. پس از فروپاشی امپراتوری مقدس روم در سال ۱۸۰۶، امپراتوری اتریش تشکیل شد. در ۱۸۶۷ امپراتوری دوگانه اتریش-مجارستان شکل گرفت که بعد از شکست دولت‌های محور در جنگ اول جهانی به چند بخش تقسیم شد.
پس از فروپاشی امپراتوری اتریش-مجارستان، جمهوری نخست اتریش در ۱۱ نوامبر ۱۹۱۸ شکل گرفت اما دوام چندانی نیاورد و سال ۱۹۳۳ انگلبرت دلفوس حکومتی با گرایش‌های فاشیستی برپا کرد و دولت فدرال اتریش را تشکیل داد. سال ۱۹۳۸ الحاق اتریش به آلمان به وقوع پیوست. پس از پایان جنگ دوم جهانی اتریش به اشغال متفقین درآمد و از سال ۱۹۵۵ جمهوری فعلی شکل گرفت.

## سیاست

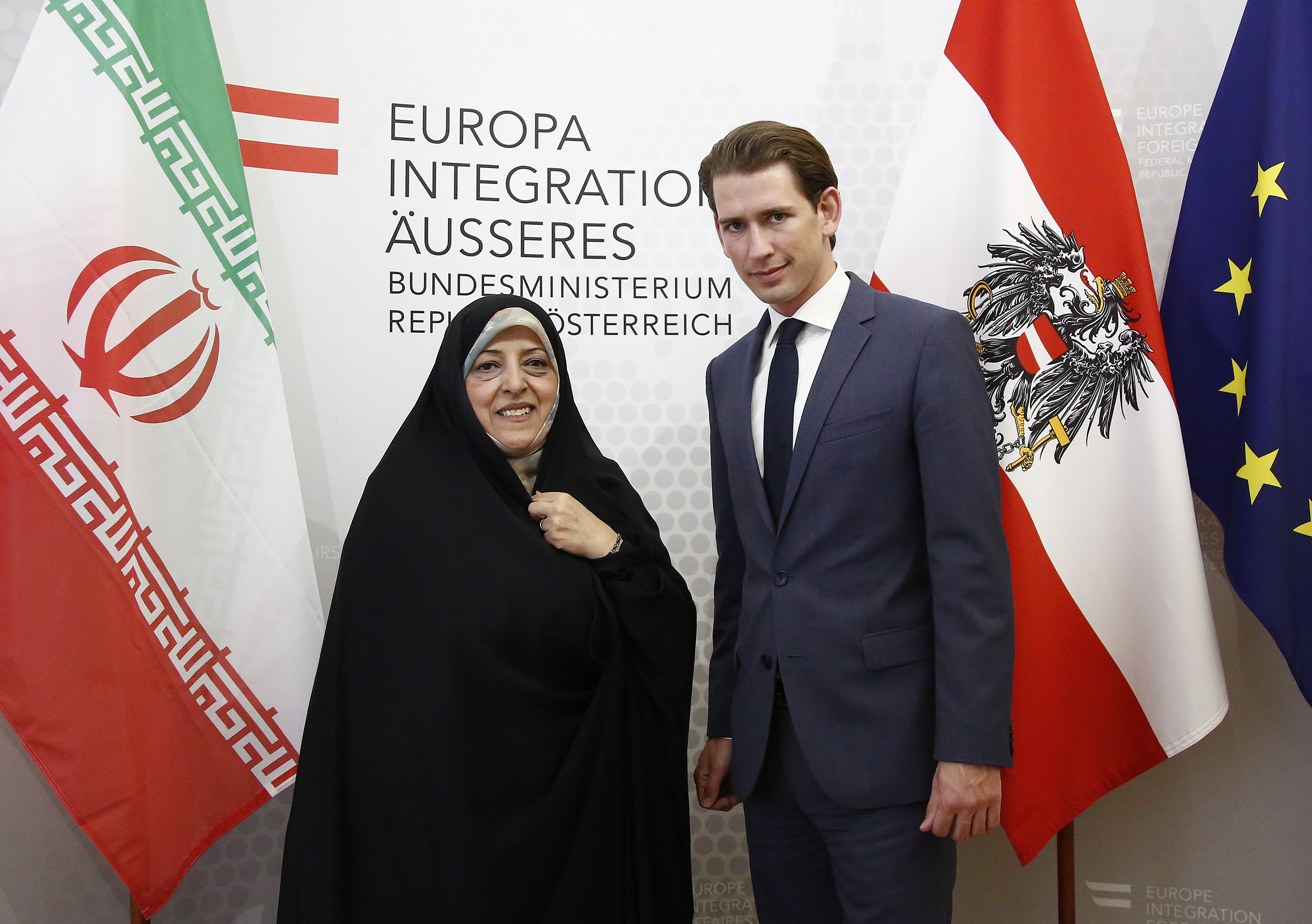
زباستیان کورتس، صدراعظم وقت اتریش و معصومه ابتکار، معاون وقت رئیس‌جمهور ایران

اتریش بعد از اتمام جنگ جهانی دوم در سال ۱۹۴۵ تاکنون، یک جمهوری فدرال است. رئیس‌جمهور این کشور توسط مردم انتخاب می‌شود. پس از وقوع انقلاب ایران در سال ۱۹۷۹، اتریش جزو نخستین کشورهایی بود که دولت موقت ایران را به رسمیت شناخت. در این زمان روابط ایران و اتریش به علّت روشن نبودن برخی از مسائل دیپلماتیک و وجود جوّ انقلابی، در حد معمول ادامه داشت. سفیر اتریش در تهران به عنوان سفیر اتریش در قاهره تعیین گردید. وی که کریستوف کورنارو (Christoph Cornaro) نام داشت و در دوران انقلاب در تهران بود در گزارشی به وزارت امور خارجه می‌نویسد که مسائل انقلاب تمامی فعالیّت‌های بازرگانی، اقتصادی و سیاسی را تحت‌الشعاع قرار داده است.
این کشور در تاریخ ۱۴ دسامبر ۱۹۵۵ به عضویت سازمان ملل پذیرفته شد.

## جمعیت

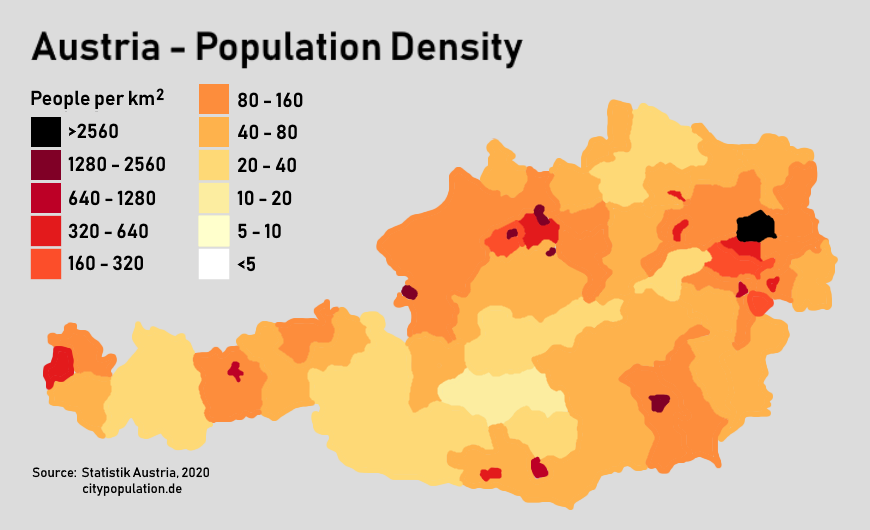
تراکم جمعیت در اتریش

جمعیت این کشور در سال ۲۰۲۰ میلادی ۸٬۹۰۲٬۶۰۰ میلیون نفر گزارش شد.
بر اساس آمار سازمان ملل متحد در سال ۲۰۲۱، ترکیب جمعیت اتریش بر اساس سن و جنسیت به شرح زیر است:
- زنان: ۴٬۵۳۴٬۳۵۸ نفر (حدود ۵۰٫۳٪ از کل جمعیت)
- مردان: ۴٬۴۹۱٬۷۸۳ نفر (حدود ۴۹٫۷٪ از کل جمعیت)
- سنین زیر ۱۵ سال: ۱٬۰۸۳٬۵۴۱ نفر (حدود ۱۲٫۲٪ از کل جمعیت)
- سنین بین ۱۵ تا ۶۴ سال: ۶٬۲۷۷٬۰۴۸ نفر (حدود ۶۹٫۲٪ از کل جمعیت)
- سنین بالای ۶۵ سال: ۱٬۶۶۵٬۴۳۴ نفر (حدود ۱۸٫۶٪ از کل جمعیت)

## جغرافیا

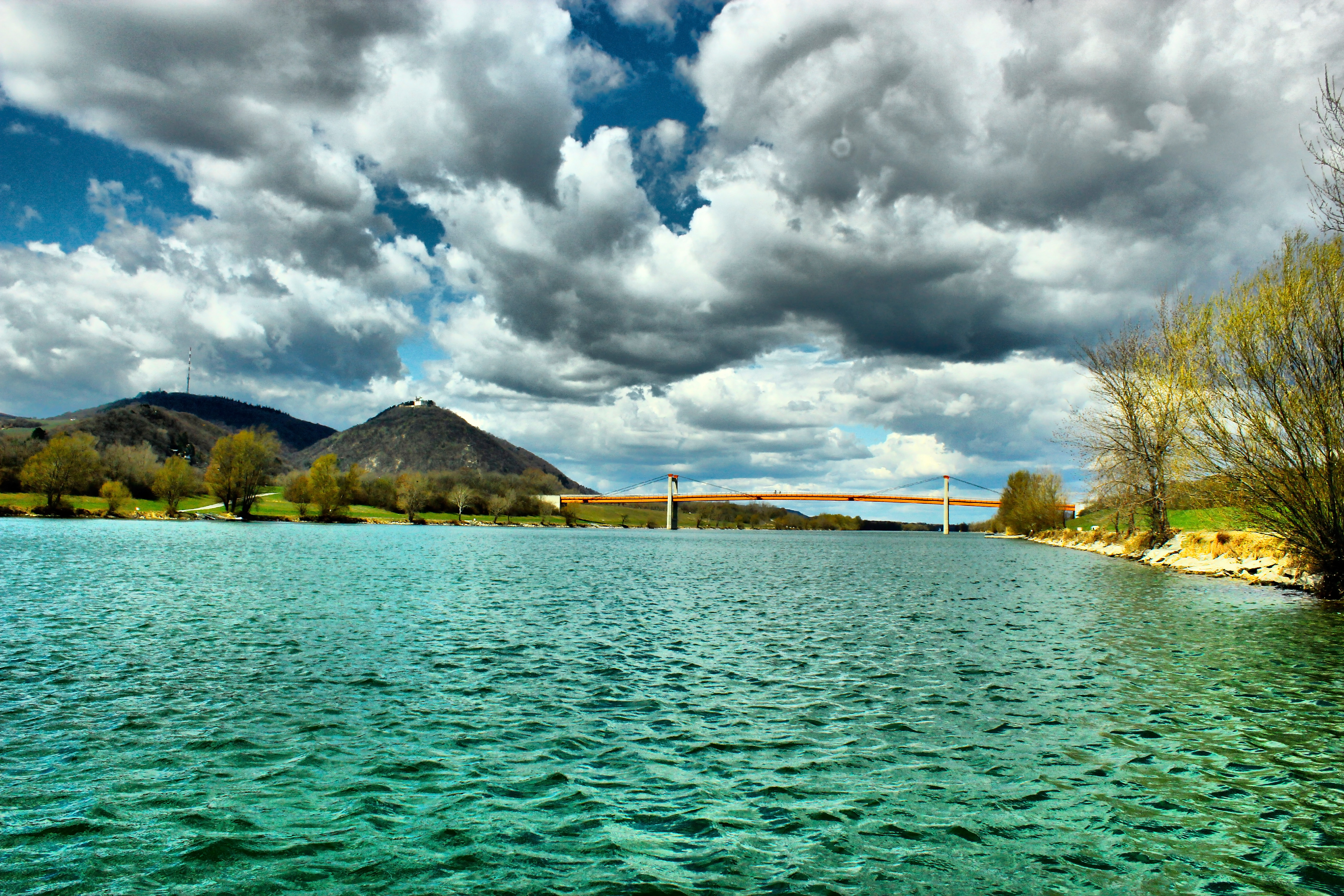
رود دانوب در شهر وین

کشور اتریش با مساحت۸۳٬۸۷۸ کیلومتر مربع تقریباً هم‌اندازه کشور امارات است و از ۹ ایالت تشکیل یافته است. حدود ۶۰٪ این کشور را رشته کوه‌های آلپ شرقی شامل می‌شوند.

### شهرهای مهم

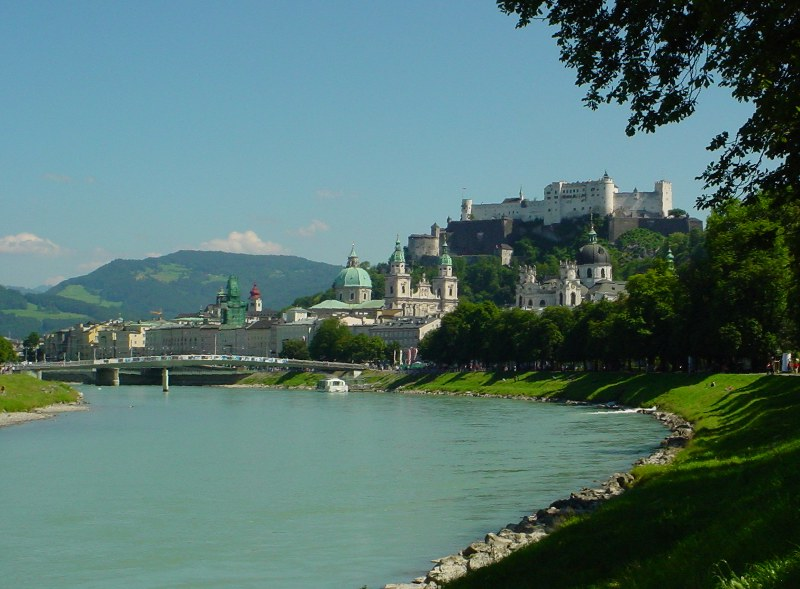
زالتسبورگ

- وین: ۱٬۸۱۲٬۶۰۵ نفر
- گراتس: ۲۶۹٬۹۹۷ نفر
- لینتس: ۱۹۳٬۸۱۴
- زالتسبورگ: ۱۴۶٬۶۳۱
- اینسبروک: ۱۲۴٬۵۷۹ نفر
- کلاگن‌فورت: ۹۶٬۶۴۰
- فیلاخ: ۶۰٬۰۰۴
- ولس: ۵۹٬۳۳۹
- آیزن‌اشتات ۱۴٬۳۳۹

### تقسیمات کشوری

اتریش، که یک جمهوری فدرال است، ۹ ایالت را در بر می‌گیرد:
| استان      | مرکز       | مساحت (کیلومتر مربع) | جمعیت (۲۰۱۷) |
| بورگن‌لاند  | ایزنشتات   | ۳/۹۶۵                | ۲۹۱/۹۴۲      |
| ---------- | ---------- | -------------------- | ------------ |
| کرنتن      | کلاگن فورت | ۹/۵۳۶                | ۵۶۱/۰۷۷      |
| اتریش سفلا | سانت پولن  | ۱۹/۱۷۸               | ۱/۶۶۵/۷۵۳    |
| اتریش علیا | لینز       | ۱۱/۹۸۲               | ۱/۴۶۵/۰۴۵    |
| سالزبورگ   | سالزبورگ   | ۷/۱۵۴                | ۵۴۹/۲۶۳      |
| اشتایرمارک | گراز       | ۱۶/۴۰۱               | ۱/۲۳۷/۲۹۸    |
| تیرول      | اینزبروک   | ۱۲/۶۴۸               | ۷۴۶/۱۵۳      |
| فورآرلبرگ  | برگنز      | ۲/۰۶۱                | ۳۸۸/۷۵۲      |
| وین        | وین        | ۴۱۵                  | ۱/۸۶۷/۵۸۲    |

## اقتصاد

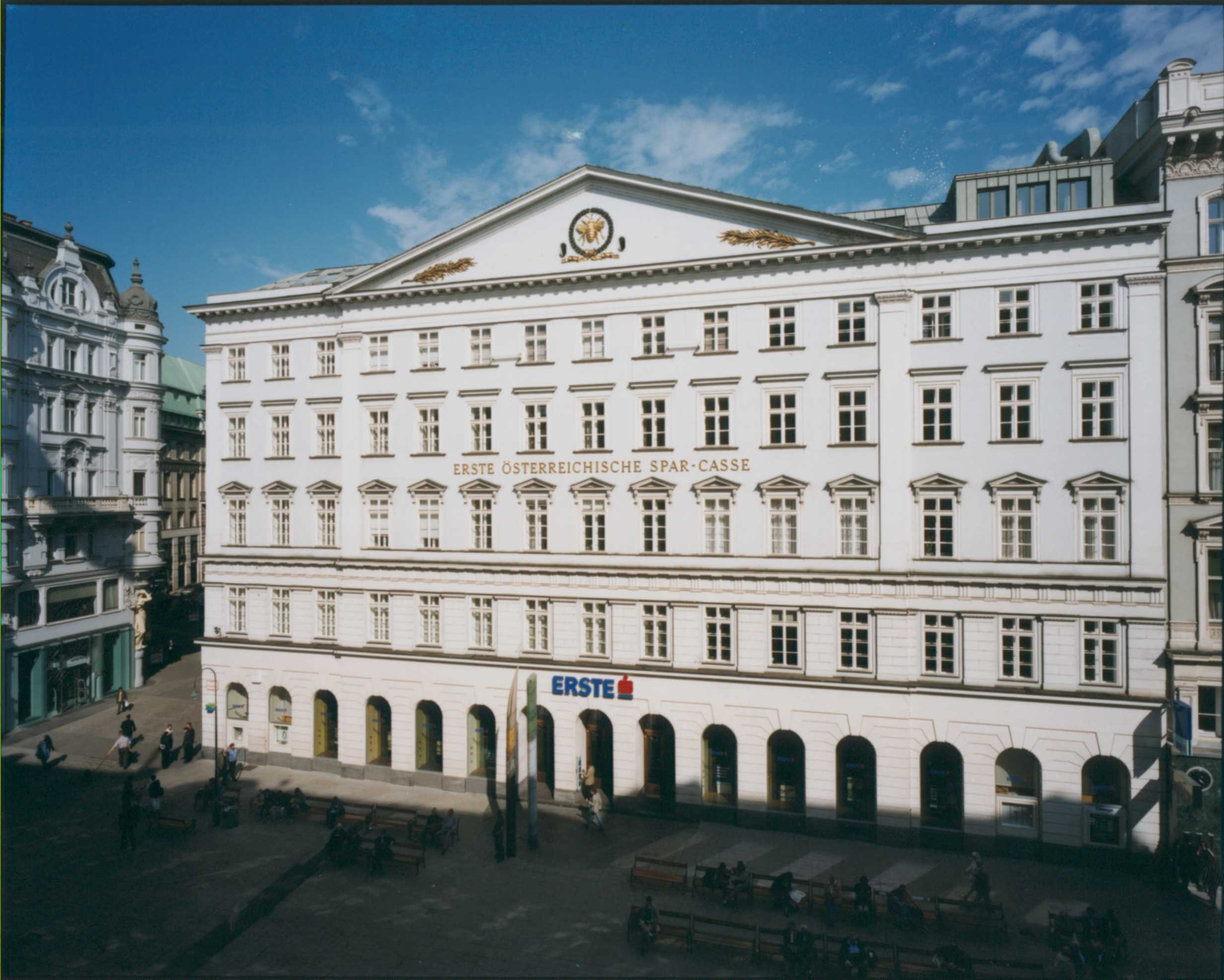
ارسته گروپ شرکت خدمات مالی و بانکداری اتریشی

اتریش در سال ۲۰۱۵ در رتبه چهاردهم کشورهای ثروتمند جهان بر پایه سرانه تولید ناخالص داخلی، قرار داشت. تا دهه ۱۹۸۰ بسیاری از صنایع بزرگ اتریش ملی شدند. با این حال، در سال‌های اخیر، خصوصی‌سازی باعث کوچک شدن حجم بخش دولتی اتریش در مقایسه با دیگر اقتصادهای اروپایی شده است.
جنبش کارگری در اتریش از قدرت زیادی برخوردار بوده و تأثیر زیادی بر حزب‌های کارگری می‌گذارند. گردشگری بین‌المللی مهم‌ترین بخش اقتصاد ملی اتریش است.
به‌طور سنتی کشور آلمان مهم‌ترین شریک تجاری اتریش بوده است که این موضوع باعث شده است که نسبت به تغییرات سریع در اقتصاد آلمان آسیب‌پذیر شود.

## مردم

### دین
مذهب در اتریش (۲۰۱۶–۲۰۱۵)
مطابق با آمارهای منتشر شده در سال‌های ۲۰۱۰ تا ۲۰۱۳ میلادی، ۵۹٫۹ درصد از جمعیت اتریش کاتولیک و ۳٫۵ درصد از آن‌ها اونجلیست هستند. این آمار نشان‌دهنده کاهش حدوداً ۱۳ درصدی جمعیت کاتولیک‌ها و کاهش تقریباً یک درصدی جمعیت اونجلیست‌ها در مقایسه با آمار سال ۲۰۰۱ میلادی است. از سوی دیگر جمعیت مسلمان‌ها در اتریش از حدود ۴٫۲ درصد به حدود ۷ درصد رسیده است. هواداران کلیسای ارتدکس شرقی نیز حدود ۶ درصد از جمعیت اتریش را تشکیل می‌دهند. معتقدان به مذاهبی همچون بودائیسم، هندوئیسم و یهودیت در مجموع کمتر از نیم درصد از جامعه اتریش را شکل می‌دهند.

### زبان

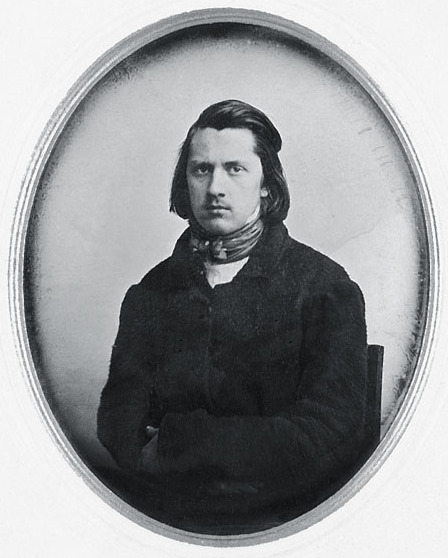
کارل ماریا کرتبنی نویسنده اهل اتریش

زبان رسمی اتریش آلمانی است. ۹۸٪ مردم این کشور به این زبان صحبت می‌کنند. در کنار آلمانی، اقلیتی به زبان‌های کروات، اسلوونیایی و مجارستانی صحبت می‌کنند.
فرهنگ

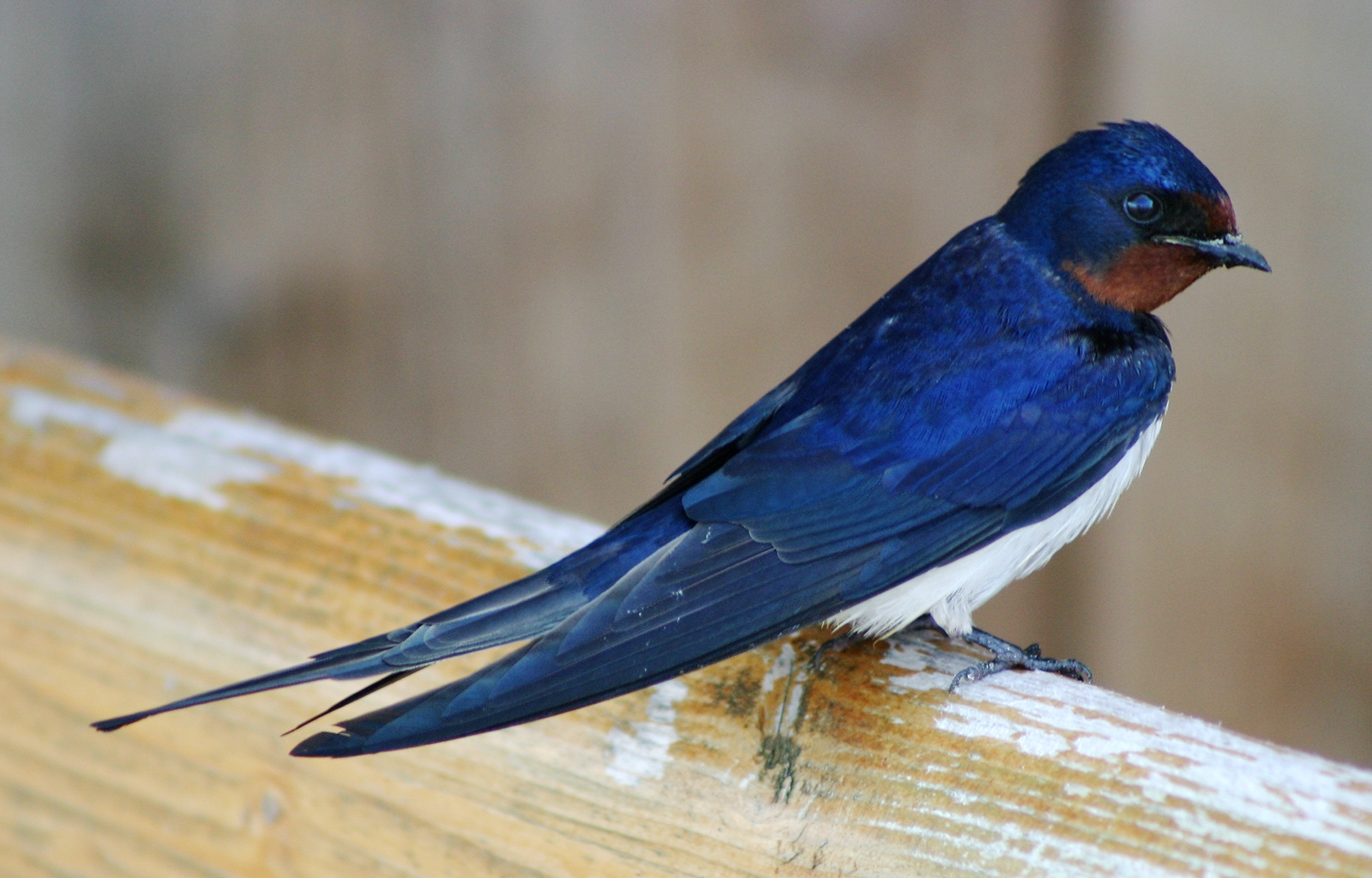
پرستوی خانگی جزو نمادهای ملی اتریش

فرهنگ اتریش به دلیل تاریخچهٔ بلند و تنوع فرهنگی و زبانی که در این کشور وجود دارد، به عنوان یکی از غنی‌ترین فرهنگ‌های اروپایی شناخته می‌شود. در زیر به برخی از ویژگی‌های فرهنگ اتریش اشاره شده است:
۱. موسیقی: موسیقی اتریش از جمله مهم‌ترین ویژگی‌های فرهنگی این کشور است. موسیقی کلاسیک و ارکسترال اتریش به عنوان یکی از برجسته‌ترین موسیقی‌های دنیا شناخته می‌شود. از نمونه‌های معروف موسیقی اتریش می‌توان به آثار موتسارت، بتهوون، شوبرت واستراوس اشاره کرد.
۲. هنر و معماری: اتریش به عنوان یکی از مراکز هنری و معماری اروپا شناخته می‌شود. شهر وین به عنوان مرکزی برای هنرمندان و معماران از قرن‌های ۱۸ و ۱۹ میلادی، شناخته می‌شود. بناهایی مانند کاخ‌های بزرگ، کلیساها، موزه‌ها و مهد کودک‌های طراحی شده توسط معماران برجسته‌ای مانند فردیناند فوندر، ادوارد فان در نول، و آوگوستین پیرسچ وجود دارد.
1. غذا: غذاهای اتریشی مانند شنیتزل، وینر شنیتزل، کولینگس، کاراملیزه، سوئتزلرکیچل و آپفل‌تورته در سراسر جهان شناخته شده‌اند. از دیگر غذاهای محبوب اتریش می‌توان به نوعی سوپ با نام گولاش (Gulaschsuppe) و کالباس با نام وورست (Wurst) اشاره کرد.
2. تئاتر و سینما: تئاتر و سینما همیشه به عنوان ویژگی‌های فرهنگی اتریش مطرح بوده‌اند. فستیوال‌های تئاتر مانند فستیوال سالزبورگ و فستیوال وین هر ساله برگزار می‌شوند. همچنین، سینمای اتریش در حال حاضر در حال توسعه و پیشرفت است و فیلم‌هایی مانند «ماجرای موسیقی»، «کرامر ضد کرامر»، و «فیلم‌های رودی» از جمله فیلم‌های برجسته اتریش هستند.
3. شخصیت‌های مشهور: اتریش برای تولید مشهریت‌های مشهور در زمینه‌های مختلف شناخته می‌شود. برخی از شخصیت‌های برجسته اتریش عبارتند از: ولفگانگ آمادئوس، کمپر، فریدریش هایک، آرنولد شوارتزنگر، فریدریش فون هایک، ادوارد کراپل، گوستاو کلیمت، گوستاو مالر، گوستاو کلیمت، ادوارد مونک، فرانتز فردیناند مایر، الیزابت روسو، ویلیام کلاین، و فرانتس شوبرت.

این ویژگی‌های فرهنگی تنها بخشی از فرهنگ پویای و گسترده اتریش هستند و هنوز بسیاری از ویژگی‌های دیگری در این کشور وجود دارند که می‌توان به آن‌ها اشاره کرد.
فرهنگ اتریش تا حد زیادی تحت تأثیر سنت دیرینه کاتولیک قرار دارد. با این حال برخی عقاید در جامعه اتریش سکولار محور است. انسجام اجتماعی بالاترین اهمیت را دارد، مرزبندی‌های اجتماعی در روابط و تعاملات به نحو آشکاری معین شده است به این معنی که در فرهنگ و جامعهٔ مورد بحث احترام به حقوق شهروندی و فردی از جمله ملزومات و اساس شکل‌گیری رفتارهای قاعده مند و در چهارچوب ضوابط و قوانین از پیش تعیین شده است. ساختار اجتماعی کشور اتریش خانواده محور است و به دلیل میزان اندک مهاجرت، حفظ آداب و سنن محلی و ارتباط عمیق و گسترده بین روستاها و شهرها به نحو بارزی به چشم می‌خورد. کما اینکه اتریش کشوری چند فرهنگی است و به جز وین سایر نقاط آن همچنان روستایی باقی مانده است. از مشخصه‌های فرهنگ مردم اتریش آرام صحبت کردن، خوش رفتاری، احترام به قانون و محافظه کاری و پایبندی به سنت‌ها می‌باشد. مردم اتریش با نمایش تعهد واحترام خود به فولکلور و فرهنگ خویش در ترویج سنن و آداب و رسوم و حفظ اشکال سنتی و بکر فرهنگ ذیربط نقش مؤثری دارند. . وجه تشابهی بین مردم اتریش و آلمان به جز زبان مشترک وجود ندارد. تنها در جنوب آلمان به ویژه شهر بایرن ارتباط فرهنگی نزدیکی با اتریش وجود دارد.